# Dětanský chlum
Dětanský chlum este o arie protejată (arie specială de conservare — SAC, sit de importanță comunitară — SCI) din Republica Cehă întinsă pe o suprafață de 48,97 ha, integral pe uscat.

## Localizare
Centrul sitului Dětanský chlum este situat la coordonatele 50°12′05″N 13°18′33″E / 50.201389°N 13.309167°E.

## Înființare
Situl Dětanský chlum a fost declarat sit de importanță comunitară în noiembrie 2009 pentru a proteja un număr necunoscut de specii din flora spontană și fauna sălbatică aflate în arealul zonei. Situl a fost protejat și ca arie specială de conservare în mai 2017.

## Biodiversitate
Situată în ecoregiunea continentală, aria protejată conține 1 habitat natural: Păduri stepice euro-siberiene cu Quercus spp..
La baza desemnării sitului se află un număr nedeclarat de specii protejate.